# Batín
Batín (německy Battin) je malá vesnice, část obce Střevač v okrese Jičín. Nachází se asi 3,5 km na severozápad od Střevače. Batín leží v katastrálním území Střevač o výměře 5,41 km2.

## Historie
První písemná zmínka o vesnici pochází z roku 1790.